# 洗頭

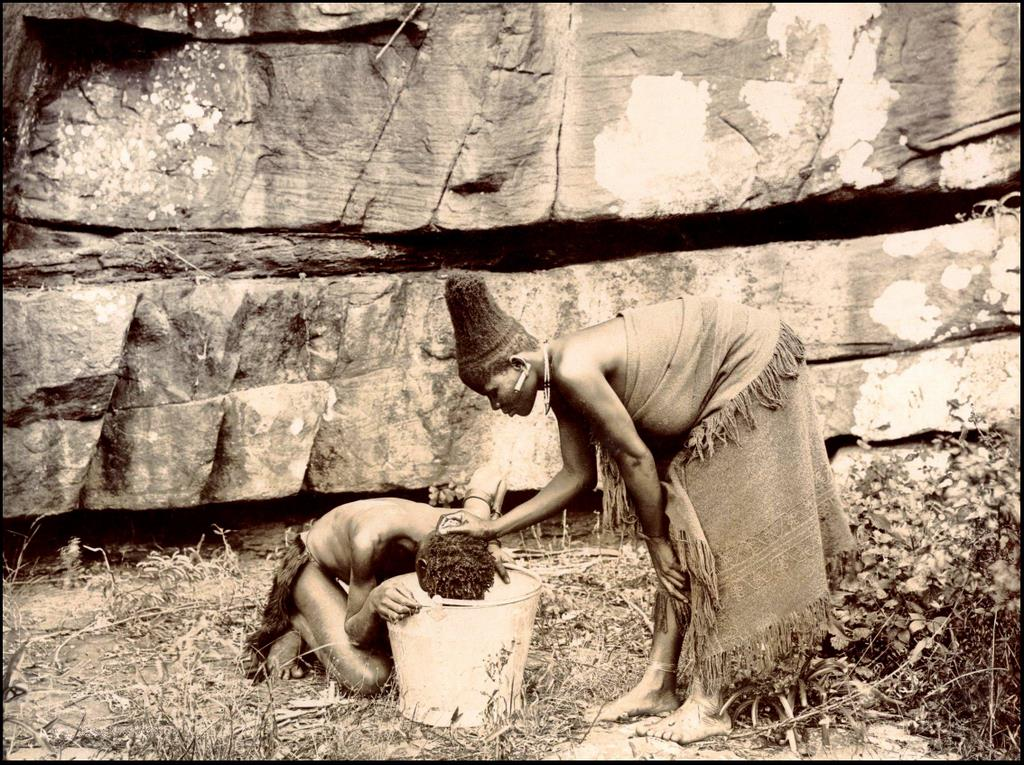
一人正在为另一人洗头

洗头是一種美髮行为，是指人們通过清洗头发来保持头发清洁。为了去除头发上的皮脂和污垢，有些人在头发上涂抹表面活性剂（通常是洗发水以及肥皂）並用手抓頭髮，然后用水沖洗。隨後表面活性剂与它所结合的頭髮污垢會一起被水冲洗掉。